# H 65 Höör
H 65 Höör er en svensk håndboldklub fra byen Höör i Sverige. Klubben holder til i Sporthallen Höör med plads til 700.

## Spillertruppen 2017-18
| Målvogtere - 12 Jannike Wiberg - 16 Gry Bergdahl Fløjspillere LW - 05 Emma Rask - 23 Marie Wall RW - 04 Evelina Källhage - 11 Jonna Linnéll - 24 Ida Gullberg Stregspillere - 21 Sofia Hvenfelt - 25 Mikaela Fransson - 28 Amanda Andersson | Bagspillere LB - 06 Mikaela Mässing - 19 Kristin Thorleifsdóttir CB - 09 Anna Bardis - 13 Tilda Winberg - 14 Emma Lindqvist RB - 02 Anna Johansson - 20 Anna Olsson |